# Szinkronúszás a 2017-es úszó-világbajnokságon
A szinkronúszás versenyszámokat a 2017-es úszó-világbajnokságon július 14. és július 22. között rendezték meg. Helyszíne a Városligeti-tó volt.

## Versenyprogram
| Dátum            | Dátum | Versenyszám                      |
| ---------------- | ----- | -------------------------------- |
| 2017. július 14. | 11:00 | Egyéni rövid program selejtezők  |
| 2017. július 14. | 16:00 | Páros rövid program selejtezők   |
| 2017. július 15. | 11:00 | Egyéni rövid program döntő       |
| 2017. július 15. | 19:00 | Vegyes rövid program selejtezők  |
| 2017. július 16. | 11:00 | Páros rövid program döntő        |
| 2017. július 16. | 19:00 | Csapat rövid program selejtezők  |
| 2017. július 17. | 11:00 | Vegyes rövid program döntő       |
| 2017. július 17. | 19:00 | Egyéni szabad program selejtezők |
| 2017. július 18. | 11:00 | Csapat rövid program döntő       |
| 2017. július 18. | 19:00 | Páros szabad program selejtezők  |
| 2017. július 19. | 11:00 | Egyéni szabad program döntő      |
| 2017. július 19. | 19:00 | Csapat szabad program selejtezők |
| 2017. július 20. | 11:00 | Páros szabad program döntő       |
| 2017. július 20. | 19:00 | Kombinációs kűr selejtezők       |
| 2017. július 21. | 11:00 | Csapat szabad program döntő      |
| 2017. július 21. | 19:00 | Vegyes szabad program selejtezők |
| 2017. július 22. | 11:00 | Kombinációs kűr döntő            |
| 2017. július 22. | 19:00 | Vegyes szabad program döntő      |

| ● | Versenyszámok | ● | Döntők |

| Július        | 14 | 15 | 16 | 17 | 18 | 19 | 20 | 21 | 22 | 23 | 24 | 25 | 26 | 27 | 28 | 29 | 30 | Ö |
| ------------- | -- | -- | -- | -- | -- | -- | -- | -- | -- | -- | -- | -- | -- | -- | -- | -- | -- | - |
| Szinkronúszás |    | 1  | 1  | 1  | 1  | 1  | 1  | 1  | 2  |    |    |    |    |    |    |    |    | 9 |

## Éremtáblázat
|          | Nemzet                    | Arany | Ezüst | Bronz | Összesen |
| 1        | Oroszország               | 7     | 1     | 0     | 8        |
| 2        | Kína                      | 1     | 4     | 0     | 5        |
| 3        | Olaszország               | 1     | 1     | 0     | 2        |
| 4        | Spanyolország             | 0     | 2     | 0     | 2        |
| 5        | Ukrajna                   | 0     | 1     | 5     | 6        |
| 6        | Japán                     | 0     | 0     | 2     | 2        |
| 6        | Amerikai Egyesült Államok | 0     | 0     | 2     | 2        |
| Összesen | Összesen                  | 9     | 9     | 9     | 27       |

## Versenyszámok
| Versenyszám                                    | Arany | Arany   | Ezüst | Ezüst   | Bronz | Bronz   |
| ---------------------------------------------- | --- | ------- | --- | ------- | --- | ------- |
| egyéni rövid program Döntő: július 15., 11:00  | Szvetlana Kolesznyicsenko · Oroszország | 95.2036 | Ona Carbonell · Spanyolország | 93.6534 | Anna Volosina · Ukrajna | 91.9992 |
| páros rövid program Döntő: július 16., 11:00   | Szvetlana Kolesznyicsenko · Alekszandra Packevics · Oroszország | 95.0515 | Csiang Ting-ting (Jiang Tingting) · Csiang Ven-ven (Jiang Wenwen) · Kína | 94.0775 | Anna Volosina · Jelizaveta Jahno · Ukrajna | 92.6482 |
| csapat rövid program Döntő: július 18., 11:00  | Vlada Csigirova · Marija Surocskina · Marina Goljadkina · Darja Bajangyina · Polina Komar · Veronyika Kalinyina · Darina Valitova · Anasztaszija Bajangyina · Anasztaszija Arhipovszkaja (tartalék) · Varvara Szubbotyina (tartalék) · Oroszország | 96.0109 | Liang Hszin-ping (Liang Xinping) · Feng Yu · Jin Cseng-hszin (Yin Chengxin) · Tang Meng-ni · Wang Qianyi · Kuo Li (Guo Li) · Xiao Yanning · Wang Liuyi · Chang Hao (tartalék) · Yu Lele (tartalék) · Kína                | 94.2165 | Inui Jukiko · Nakamura Mai · Sakiko Akutsu · Marumo Kei · Omata Kano · Nakamaki Kanami · Minami Kono · Juka Fukumura · Hajasi Aiko (tartalék) · Asuka Tasaki (tartalék) · Japán                                                                | 93.1590 |
| egyéni szabad program Döntő: július 19., 11:00 | Szvetlana Kolesznyicsenko · Oroszország | 96.1333 | Ona Carbonell · Spanyolország | 95.0333 | Anna Volosina · Ukrajna | 93.3000 |
| páros szabad program Döntő: július 20., 11:00  | Szvetlana Kolesznyicsenko · Alekszandra Packevics · Oroszország | 97.0000 | Csiang Ting-ting (Jiang Tingting) · Csiang Ting-ting (Jiang Wenwen) · Kína | 95.3000 | Anna Volosina · Jelizaveta Jahno · Ukrajna | 93.2667 |
| csapat szabad program Döntő: július 21., 11:00 | Vlada Csigirova · Marija Surocskina · Marina Goljadkina · Darja Bajangyina · Polina Komar · Veronyika Kalinyina · Darina Valitova · Anasztaszija Bajangyina · Anasztaszija Arhipovszkaja (tartalék) · Varvara Szubbotyina (tartalék) · Oroszország | 97.3000 | Liang Hszin-ping (Liang Xinping) · Feng Yu · Jin Cseng-hszin (Yin Chengxin) · Tang Meng-ni · Yu Lele · Kuo Li (Guo Li) · Xiao Yanning · Chang Hao · Wang Liuyi (tartalék) · Wang Qianyi (tartalék) · Kína                | 95.2333 | Kszenyija Szidorenko · Valerija Aprjeljeva · Olekszandra Kasuba · Anna Volosina · Anasztaszija Szavcsuk · Marina Alekszijiva · Jelizaveta Jahno · Vlagyiszlava Alekszijiva · Jana Narjezsna (tartalék) · Alina Sinkarenko (tartalék) · Ukrajna | 93.9333 |
| kombinációs kűr Döntő: július 22., 11:00       | Chang Hao · Wang Qianyi · Jin Cseng-hszin (Yin Chengxin) · Wang Liuyi · Yu Lele · Xiao Yanning · Kuo Li (Guo Li) · Liang Hszin-ping (Liang Xinping) · Tang Meng-ni · Feng Yu · Kína                                                                | 96.1000 | Kszenyija Szidorenko · Valerija Aprjeljeva · Olekszandra Kasuba · Anna Volosina · Anasztaszija Szavcsuk · Marina Alekszijiva · Jelizaveta Jahno · Vlagyiszlava Alekszijiva · Jana Narjezsna · Alina Sinkarenko · Ukrajna | 94.0000 | Inui Jukiko · Nakamura Mai · Szakiko Akucu · Marumo Kei · Omata Kano · Nakamaki Kanami · Minami Kono · Juka Fukumura · Yuriko Osawa · Asuka Tasaki · Japán                                                                                     | 93.2000 |
| vegyes rövid program Döntő: július 17., 11:00  | Manila Flamini · Giorgio Minisini · Olaszország | 90.2979 | Mihajela Kalancsa · Alekszandr Malcev · Oroszország | 90.2639 | Bill May · Kanako Spendlove · Amerikai Egyesült Államok | 87.6682 |
| vegyes szabad program Döntő: július 22., 19:00 | Mihajela Kalancsa · Alekszandr Malcev · Oroszország | 92.6000 | Giorgio Minisini · Mariangela Perrupato · Olaszország | 91.1000 | Kanako Spendlove · Bill May · Amerikai Egyesült Államok | 88.7667 |

## Képtár

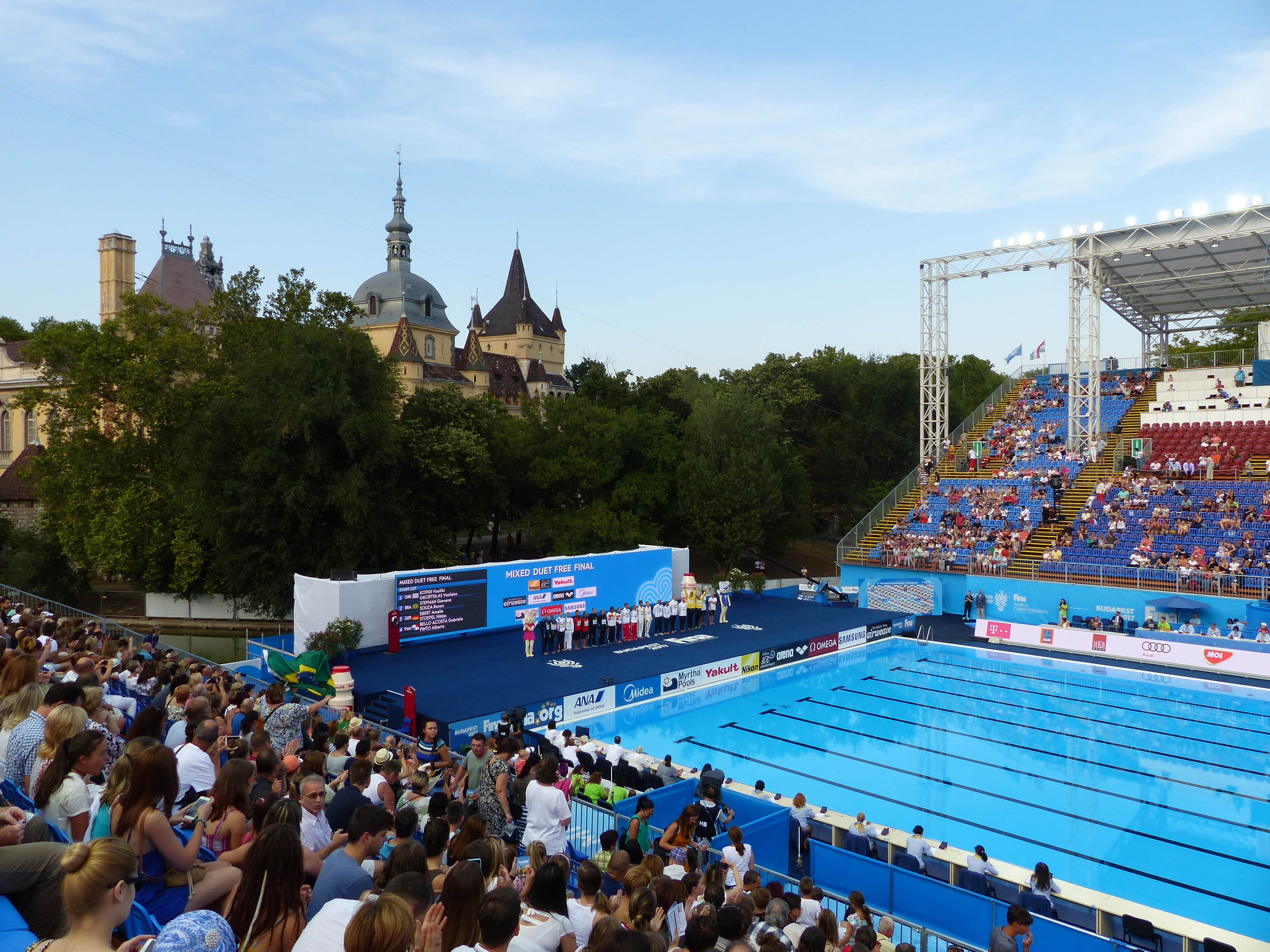
vegyes szabad program
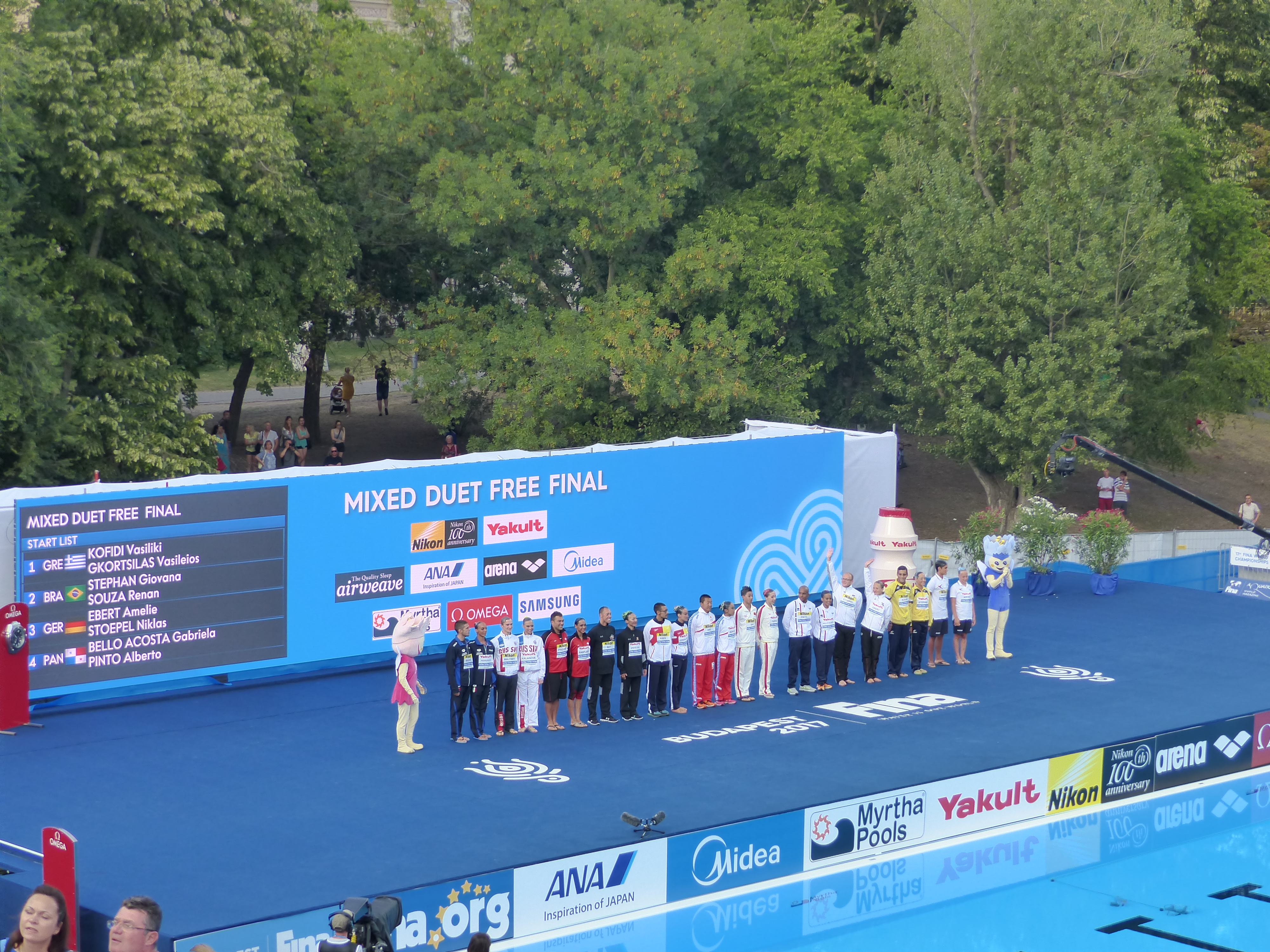
Mikhaela Kalancha és Aleksandr Evgenyevich Maltsev
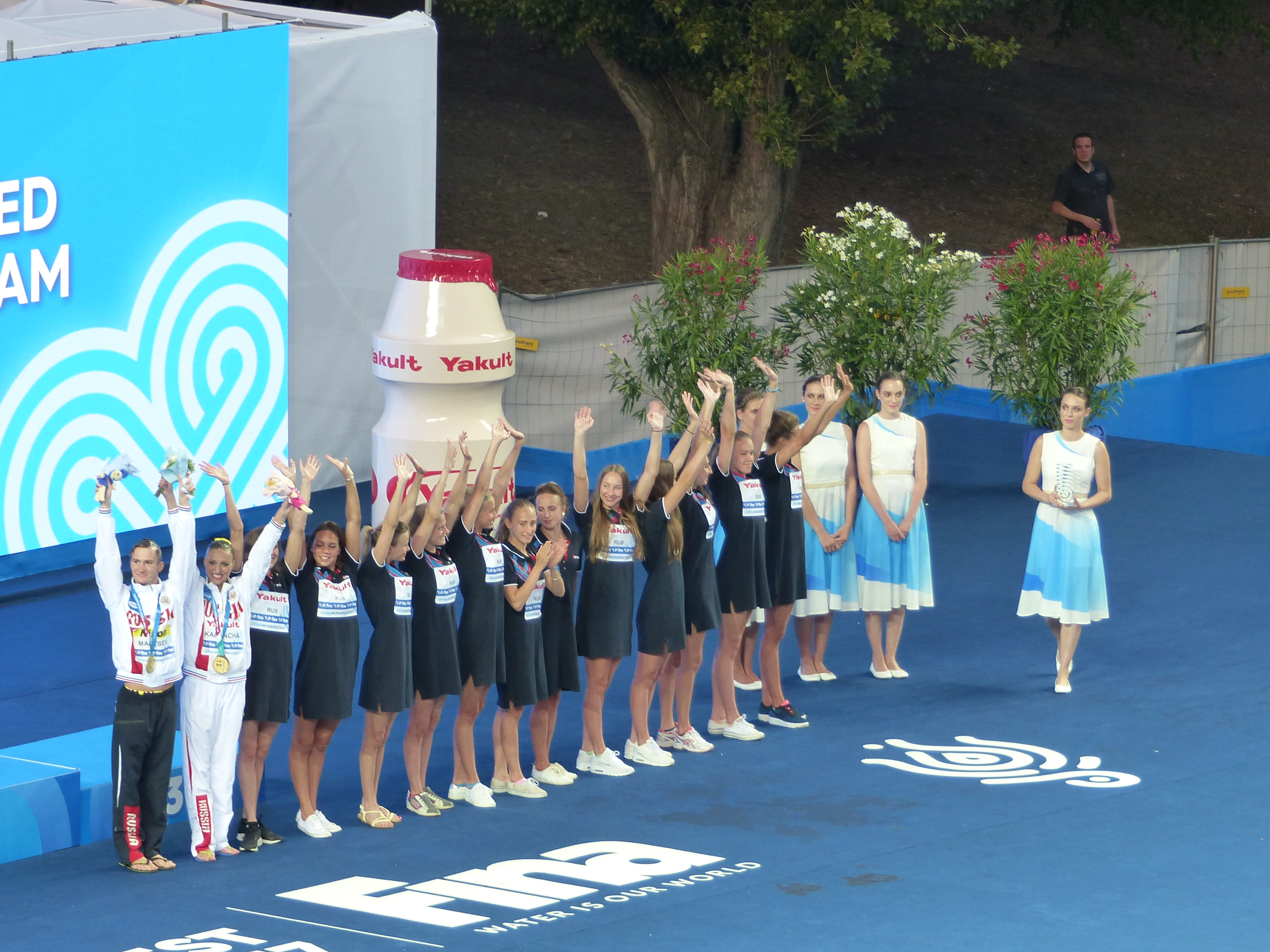
Mikhaela Kalancha és Aleksandr Evgenyevich Maltsev
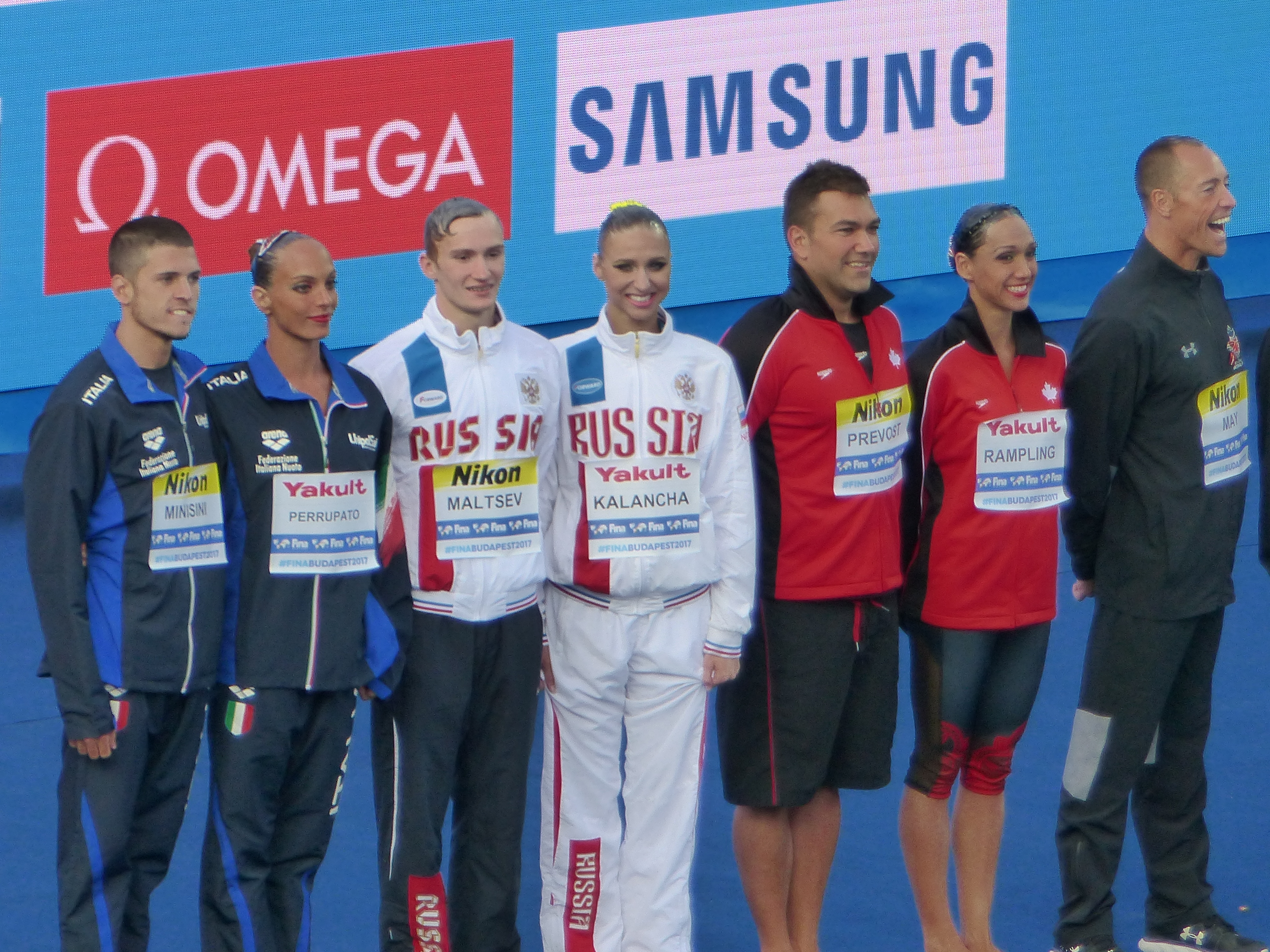
Mikhaela Kalancha és Aleksandr Evgenyevich Maltsev
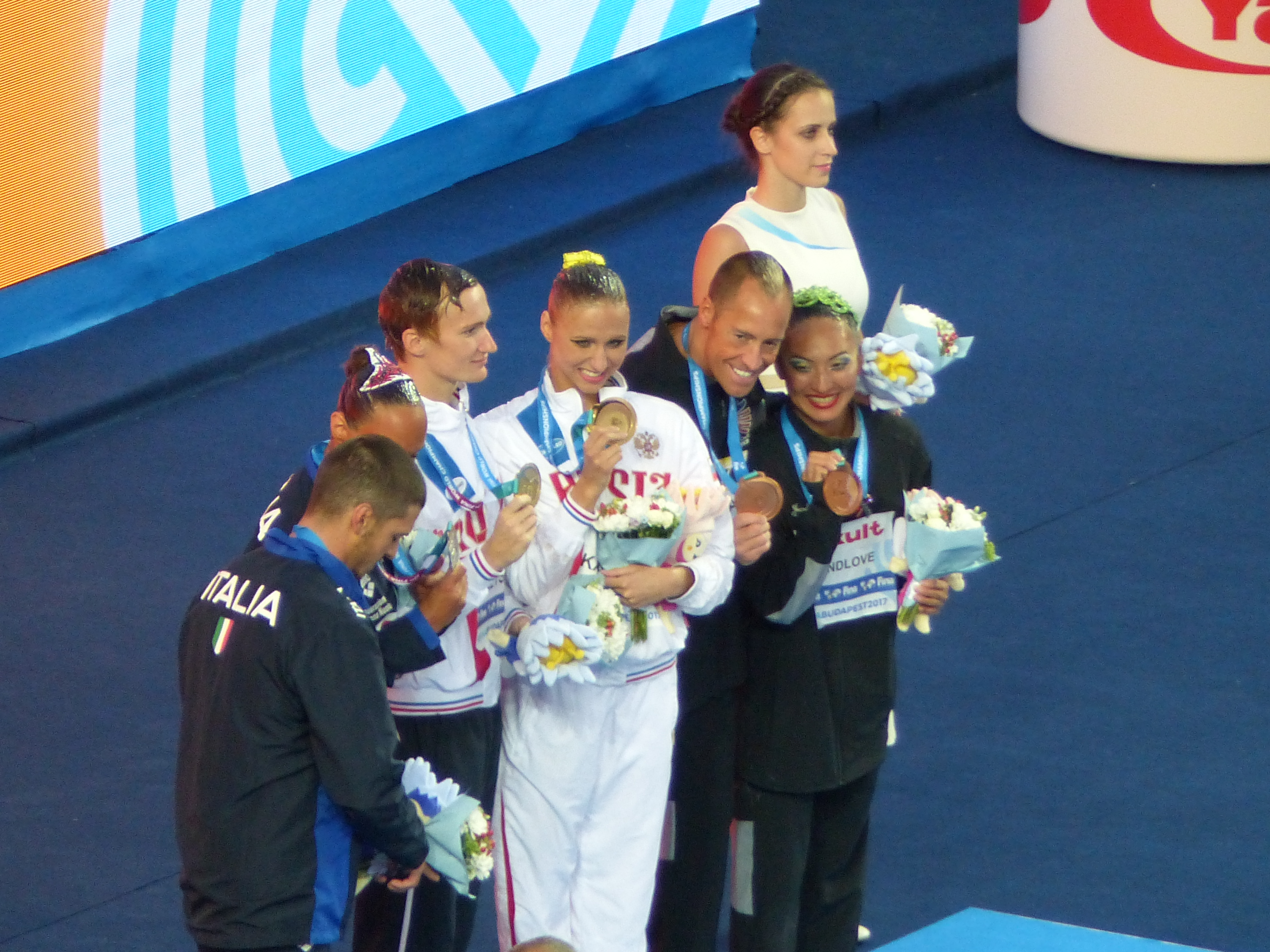
Mikhaela Kalancha és Aleksandr Evgenyevich Maltsev